# Зорт, Август Августович
Август Августович Зорт (23 января 1861, Нарва) — русский военный врач, участник Цусимского похода и сражения.

## Биография
- 10 января 1872 — Поступил в Императорскую Николаевскую Царскосельскую гимназию.
- 1880 — Окончил гимназию с серебряной медалью. Поступил на медицинский факультет Дерптского университета.
- 1885 — Окончил университет, лекарь, психиатрической клиники Дерптского (Тартуского) университета.
- 16 октября 1886 — Доктор медицины. Защитил докторскую диссертацию пo теме «Pharmacotherapeutische Studien über das Hyoscin» («Фармакотерапевтические исследования гиосцина»)[1].
- 1886 — Поступил на службу в военно-морское ведомство.
- 22 сентября 1887 — Судовой врач 7-го флотского экипажа.
- 1888 — В плавании на фрегате «Герцог Эдинбургский».
- 1888 — В плавании на мониторе «Перун».
- 1889—1892 — В заграничном плавании на крейсере «Джигит».
- 1893 — В плавании на крейсере «Князь Пожарский».
- 1894 — В плавании на учебном судне «Воин».
- 20 февраля 1895 — Коллежский советник.
- 1895—1898 — В заграничном плавании на крейсере I ранга «Дмитрий Донской».
- 1898 — В заграничном и внутреннем плавании на крейсере I ранга «Адмирал Нахимов».
- 1899 — В плавании на крейсере II ранга «Азия».
- 1901 — Старший судовой врач крейсера I ранга «Варяг». Участвовал в переходе на Дальний Восток.
- 1904—1905 — Старший судовой врач броненосного крейсера «Адмирал Нахимов». Участвовал в Цусимском походе и сражении.
- 1905 — Статский советник.
- 6 декабря 1911 — Действительный статский советник.
- Флагманский врач Балтийского отряда.
- 1 мая 1914 — Флагманский врач Балтийского флота.
- 20 мая 1914 — Флагманский врач штаба командующего флотом Балтийского моря.